# O umbră de nor
O umbră de nor este un film românesc din 2013 regizat de Radu Jude. Rolurile principale au fost interpretate de actorii Alexandru Dabija, Șerban Pavlu, Mihaela Sîrbu.

## Distribuție
Distribuția filmului este alcătuită din:
- Șerban Pavlu — Cornel
- Olga Taisia Podaru — dna. Pietreanu
- Alexandru Dabija — Florin Florescu
- Gabriel Spahiu
- Mihaela Sîrbu — Eugenia

## Primire
Filmul a fost vizionat de 382 de spectatori în cinematografele din România, după cum atestă o situație a numărului de spectatori înregistrat de filmele românești de la data premierei și până la data de 31 decembrie 2014 alcătuită de Centrul Național al Cinematografiei.